# Huaxteken
De Huaxteken (ook geschreven als Huasteken) zijn een Indiaans volk in Mexico. De Huaxteken leven in de staten Hidalgo, Veracruz, San Luis Potosí en Tamaulipas in het stroomgebied van de Río Pánuco en aan de Golfkust. Ze noemen zichzelf Teenek. Het Huaxteeks wordt nog gesproken door zo'n 150.000 mensen.
De Huaxteken leven al in het gebied sinds ver voor het begin van de jaartelling en vormen een afsplitsing van de Mayaanse volkerengroep. Hun cultuur kende zijn krachtigste ontplooiing tussen de val van Teotihuacán en de opkomst van de Azteken. De toenmalige Huaxteken bouwden trappiramiden en hun beeldende kunst (bekend zijn star-werkende, langgerekte stenen beelden) droeg een geheel eigen karakter. Bij de andere Meso-Amerikaanse volkeren waren ze bekend vanwege hun muziek en naaktloperij. 
Ze werden in 1450 door de Azteekse keizer Moctezuma I tribuutplichtig gemaakt. 
De Huaxteken werden tussen 1519 en 1530 door de Spanjaarden onderworpen.